# Alfabet gujarati
L'alfabet gujarati (ગુજરાતી લિપિ Gujǎrātī Lipi) és un abugida usat per escriure en gujarati, llengua oficial de l'estat de Gujarat, i en altres llengües geogràficament properes com el Kutchi, entre d'altres. És una variant del devanagari, del qual es diferencia sobretot per la pèrdua de la línia horitzontal característica a sobre de les lletres juntament amb certes modificacions d'alguns caràcters.
Els dígits numèrics gujarati també són diferents del devanagari.

## Origen

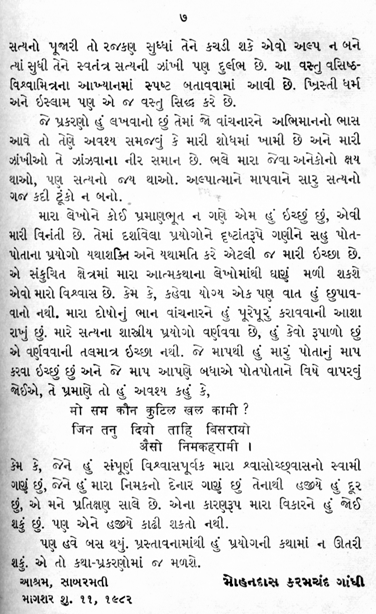
Fragment de "La història dels meus experiments amb la veritat" l'autobiografia que Mahatma Gandhi va escriure originalment en gujarati.

L'alfabet gujarati (ગુજરાતી લિપિ) va ser adaptat del devanagari per escriure la llengua gujarati. S'han establert tres períodes en el desenvolupament de la llengua i l'escriptura gujarati: del segle x al XV, del segle xv al XVII i del XVII al xix. El primer període es caracteritza per l'ús del pràcrit, l'apabramsa i les seves variants com paisaci, el sauraseni, el magadhi i el maharashtri. Al segon període, l'ús de l'antic alfabet gujarati s'havia estès. El document més antic conegut en l'antic alfabet gujarati és un manuscrit Adi Parva datat el 1591–92, i el primer text imprès és un anunci de 1797. La tercera etapa és l'ús de l'alfabet desenvolupat per facilitar una escriptura més senzilla i ràpida. Es va abandonar l'ús de shirorekha (la línia superior en sànscrit). Fins al segle xix es va utilitzar principalment per escriure cartes i anotacions comptables, mentre que el devanagari s'usava a la literatura i les escriptures acadèmiques. També se'l coneix com l'escriptura śarāphī (del banquers), vāṇiāśāī (dels mercaders) o mahājanī (dels comerciants). Aquest alfabet esdevenia la base de l'alfabet modern. Més tard el mateix alfabet va ser adoptat per escriptors de manuscrits. La comunitat Jainista també va promoure'n l'ús per copiar textos religiosos per part de copistes contractats.

## Generalitats
L'alfabet gujarati és un abugida, per tant cada caràcter consonàntic posseeix una vocal inherent, que en el seu cas és la vocal a, pronunciada [ə]. Les vocals postconsonàntiques diferents de [ə] s'escriuem mitjançant un diacritic aplicat a la consonant, mentre que les vocals que no són postconsonàntiques (en posició inicial o bé post-vocàlica), s'escriuen amb una lletra diferenciada. Com que la [ə] és la vocal més freqüent, aquest sistema suposa una economia a l'hora d'escriure.
Segons aquesta propietat esmentada, les consonants que no van seguides d'una vocal es poden lligar amb la consonant següent, formant un grup consonàntic. La formació d'aquests grups segueix un sistema de regles que depenen de les consonants implicades.
Com tots els altres alfabets bràmics, el gujarati s'escriu d'esquerra a dreta, i és monocameral (no té majúscules).
L'escriptura del gujarati és bàsicament fonemàtica, amb unes quantes excepcions. La primera d'aquestes és la representació escrita de les as no pronunciades, tal com es descriu a continuació:
- Les as a final de paraula. Per això ઘર "casa" es pronuncia ghar i no ghara. Les a s'elideixen davant d'una adposició o altres compostos: ઘરપર "a la casa" és gharpar i no gharapar; ઘરકામ "tasques de la llar" és gharkām i no gharakām. Aquesta elisió no es produeix sempre amb un grup consonàntic: મિત્ર "l'amic" és veritablement mitra.
- Les as elidides naturalment per la combinació de morfemes. L'arrel પકડ઼ pakaṛ "esperi" quan es conjuga com પકડ઼ે "els controls" queda escrit com pakaṛe fins i tot encara que es pronunciï com pakṛe.
- Les as elidides que segueixen la regla anterior però en paraules aïllades, no resultants d'una combinació. Per això વરસાદ "pluja", s'escriu com varasād però es pronuncia varsād.

En segon lloc, com que es basa en el devanagari, provinent del sànscrit, el gujarati conserva grafies per a distincions fonemàtiques obsoletes (i, u breus vs. ī, ū llargues; r̥, ru; ś, ṣ), i en canvi no disposa de grafies diferents per marcar noves distincions fonemàtiques (/e/ i /ɛ/; /o/ i /ɔ/; vocals sonores i aspirades).
L'alfabet gujarati contemporani utilitza els mateixos signes de puntuació que l'alfabet llatí, com el signe d'interrogació, signe d'exclamació, la coma i el punt. Els apòstrofs s'utilitzen per als clítics, rarament escrits. Les cometes no s'utilitzen tan sovint en les citacions. El punt va reemplaçar la barra vertical tradicional, i els dos punts, majoritàriament es consideren obsolets en l'ús que tenien tradicionalment en sànscrit i segueixen l'ús europeu.

### Ús en l'avestan
Els Zoroastrians d'India, que són una de les comunitats zoroastrianes supervivents més grans de tot el món, havien utilitzat tant l'alfabet nagari com l'alfabet avèstic per escriure en avèstic. Es tracta d'un desenvolupament relativament recent que es va veure per primera vegada en textos del segle xii de Neryosang Dhaval i altres teòlegs sànscrits parsi d'aquella època, i que són aproximadament contemporanis amb els manuscrits més antics que es conserven en alfabet avèstic. Avui, l'avèstic s'escriu principalment en alfabet gujarati (atès que el gujarati és la llengua tradicional dels zoroastrians hindús). Algunes lletres avèstiques que no tenen correspondència en gujarati s'escriuen amb diacrítics addicionals, per exemple, el so /z/ a zaraθuštra s'escriu amb /j/ + punt a sota.

### Influència al sud-est asiàtic
Miller (2010) va presentar la teoria que els alfabets indígenes de Sumatra (Indonèsia), Sulawesi (Indonèsia) i les Filipines són descendents d'una forma primitiva de l'alfabet gujarati. S'ha documentat que els gujaratis van tenir una funció important a l'arxipèlag, on eren fabricants i van tenir un paper clau en la introducció de l'islam. Tomé Pires va reportar la presència de mil gujaratis a Malacca (Malàisia) el 1512.

## Lletres gujarati, diacrítics i nombres

### Vocals
Les vocals (svara), en el seu ordre convencional, històricament es classifiquen en "curtes" (hrasva) i "llargues" (dīrgha), basades en síl·labes "febles" (laghu) i "fortes" (guru) en la mètrica tradicional. Les vocals llargues històriques ī i ū fa molt de temps que no es distingeixen en la pronunciació. Només en la versificació les síl·labes que les contenen assumeixen el valor requerit per la mètrica.
| Independent | Diacrític | Diacrític amb ભ | Rom. | AFI  | Nom del diacrític |
| ----------- | --------- | --------------- | ---- | ---- | ----------------- |
| અ           |           | ભ               | a    | ə    |                   |
| આ           | ા          | ભા               | ā    | ɑ̈    | kāno              |
| ઇ           | િ          | ભિ               | i    | i    | hrasva-ajju       |
| ઈ           | ી          | ભી               | ī    | i    | dīrgha-ajju       |
| ઉ           | ુ          | ભુ               | u    | u    | hrasva-varaṛũ     |
| ઊ           | ૂ          | ભૂ               | ū    | u    | dīrgha-varaṛũ     |
| એ           | ે          | ભે               | e, ɛ | e, ɛ | ek mātra          |
| ઐ           | ૈ          | ભૈ               | ai   | əj   | be mātra          |
| ઓ           | ો          | ભો               | o, ɔ | o, ɔ | kāno ek mātra     |
| ઔ           | ૌ          | ભૌ               | au   | əʋ   | kāno be mātra     |
| અં           | ં          | ભં               | ṁ    | ä    | anusvār           |
| અ:          | ઃ          | ભઃ               | ḥ    | ɨ    | visarga           |
| ઋ           | ૃ          | ભૃ               | r̥    | ɾu   |                   |
| ઍ           | ૅ          | ભૅ               | â    | æ    |                   |
| ઑ           | ૉ          | ભૉ               | ô    | ɔ    |                   |

ર r, જ j i હ h formen les grafies irregulars de રૂ rū, જી jī i હૃ hṛ.

### Consonants
Les consonants (vyañjana) es classifiquen en l'ordre tradicional del sànscrit basat en els trets lingüístics, partint del punt d'articulació. Per ordre, la classificació és: velar, palatal, retroflexa, dental, labial, sonorant i fricativa. Entre els primers cinc grups, els quals contenen les oclusives, l'ordre comença amb les sordes no aspirades, seguides de les aspirades sordes, les sonores no aspirades, les aspirades sonores, i acabant amb les nasals.
|              | Oclusives    | Oclusives    | Oclusives | Oclusives | Oclusives | Oclusives    | Oclusives    | Oclusives    | Oclusives | Oclusives | Oclusives | Oclusives | Nasal | Nasal   | Nasal | Sonorant | Sonorant | Sonorant | Sibilant | Sibilant | Sibilant |
| Sordes       | Sordes       | Sordes       | Sordes    | Sordes    | Sordes    | Sonores      | Sonores      | Sonores      | Sonores   | Sonores   | Sonores   |           | Nasal | Nasal   | Nasal | Sonorant | Sonorant | Sonorant | Sibilant | Sibilant | Sibilant |
| No aspirades | No aspirades | No aspirades | Aspirades | Aspirades | Aspirades | No aspirades | No aspirades | No aspirades | Aspirades | Aspirades | Aspirades |           | Nasal | Nasal   | Nasal | Sonorant | Sonorant | Sonorant | Sibilant | Sibilant | Sibilant |
| ------------ | ------------ | ------------ | --------- | --------- | --------- | ------------ | ------------ | ------------ | --------- | --------- | --------- | --------- | ----- | ------- | ----- | -------- | -------- | -------- | -------- | -------- | -------- |
| Velar        | ક            | ka           | kə        | ખ         | kha       | kʰə          | ગ            | ga           | ɡə        | ઘ         | gha       | ɡʱə       | ઙ     | ṅa      | ŋə    |          |          |          |          |          |          |
| Palatal      | ચ            | cha          | tʃə       | છ         | chha      | tʃʰə         | જ            | ja           | dʒə       | ઝ         | jha       | dʒʱə      | ઞ     | ña      | ɲə    | ય        | ya       | jə       | શ        | śa       | ʃə       |
| Retroflexa   | ટ            | Ta           | ʈə        | ઠ         | Tha       | ʈʰə          | ડ            | Da           | ɖə        | ઢ         | Dha       | ɖʱə       | ણ     | ṇa(hna) | ɳə    | ર        | ra       | ɾə       | ષ        | ṣa       | ʂə       |
| Dental       | ત            | ta           | t̪ə        | થ         | tha       | t̪ʰə          | દ            | da           | d̪ə        | ધ         | dha       | d̪ʱə       | ન     | na      | nə    | લ        | la       | lə       | સ        | sa       | sə       |
| Labial       | પ            | pa           | pə        | ફ         | pha       | pʰə          | બ            | ba           | bə        | ભ         | bha       | bʱə       | મ     | ma      | mə    | વ        | va       | ʋə       |          |          |          |

| Gutural    | હ   | ha  | ɦə  |
| Retroflexa | ળ   | ḷa  | ɭə  |
|            | ક્ષ  | kṣa | kʂə |
| જ્ઞ         | gña | ɡnə |     |

- Els noms de les lletres es formen amb el sufix કાર kār. La lletra ર ra és una excepció; s'anomena રેફ reph.[10]
- Començant amb ક ka i acabant amb જ્ઞ jña, l'ordre és:[12]

Oclusives i nasals (d'esquerra a dreta, de dalt a baix) → Sonorants i Sibilants (de dalt a baix, d'esquerra a dreta) → Quadre Inferior (de dalt a baix)
- Les dues últimes són grafies compostes que tradicionalment s'han inclòs en el conjunt. Són indiscriminats quant als seus components originals i tenen la mateixa mida que un sol caràcter consonàntic.
- Els grups escrits (V)hV oralment esdenen un grup V̤(C) aspirat. Per això (amb ǐ = i o ī, i ǔ = u o ū): ha → [ə̤] de /ɦə/; hā → [a̤] de /ɦa/; ahe → [ɛ̤] de /əɦe/; aho → [ɛ̤] de /əɦo/; ahā → [a̤] de /əɦa/; ahǐ → [ə̤j] de /əɦi/; ahǔ → [ə̤ʋ] de /əɦu/; āhǐ → [ə̤j] de /ɑɦi/; āhǔ → [a̤ʋ] de /ɑɦu/; etc.

### Diacrítics no vocàlics
| Diacritic | Name     | Function |
| --------- | -------- | --- |
| ં          | anusvara | Representa la nasalització de la vocal o una consonant nasal que assimila el mateix punt d'articulació que la consonant oclusiva següent. |
| ઃ          | visarga  | Allargament sense so,originalment representat per [h],rarament utilitzat en sànscrit. Es romanitza com a ḥ.                               |
| ્          | virama   | Suprimeix la vocal inherent a d'una consonant.                                                                                            |

### Nombres
| Numeral aràbic | Numeral gujarati | Nom              |
| -------------- | ---------------- | ---------------- |
| 0              | ૦                | mīṇḍu o shunya   |
| 1              | ૧                | ekado o ek       |
| 2              | ૨                | bagado o bay     |
| 3              | ૩                | tragado o tran   |
| 4              | ૪                | chogado o chaar  |
| 5              | ૫                | pāchado o paanch |
| 6              | ૬                | chagado o chah   |
| 7              | ૭                | sātado o sāt     |
| 8              | ૮                | āṭhado o āanth   |
| 9              | ૯                | navado o nav     |

## Grups consonàntics
Les consonants successives que no tenen una vocal al mig es poden escriure juntes com un grup consonàntic. Les normes que regeixen aquestes aplicacions van des de regles generals d'àmolia aplicació fins a regles específiques per a casos concrets, amb excepcions especials. Tot i que està estandarditzat en la seva major part, hi ha certes variacions en l'agrupació, de les quals l'Unicode utilitzat en aquesta pàgina és només un esquema. Les regles són les següents:
- 23 de les 36 consonants contenen un traç vertical a la dreta (ખ, ધ, ળ etc.). Com a primer membre o fragment d'un grup, perden aquest traç. Per exemple: ત + વ = ત્વ, ણ + ઢ = ણ્ઢ, થ + થ = થ્થ.↵
  - શ ś(a) apareix en forma de llaç davant de વ va, ન na, ચ ca i ર ra; per tant, esdevé: શ્વ śva, શ્ન śna, શ્ચ śca i શ્ર śra. En els primers tres casos el segon membre es desplaça avall per encabir el llaç del fragment de શ. En શ્ચ śca veiem l'equivalent ચ del Devanagari de च desplaçat avall el segon membre. Vegeu la nota sobre ર per entendre la formació de શ્ર śra.
- ર r(a):
  - Com a primer membre agafa la forma d'un guió torçat cap amunt per sobre del caràcter final o el seu kāno. P. ex. ર્ભ rbha, ર્ભા rbhā, ર્ગ્મ rgma, ર્ગ્મા rgmā.
  - Com a membre final:
    - Amb છ chha, ટ Ta, ઠ Tha, ડ Da, ઢ Dha i દ da, són dues línies sota el caràcter, orientades cap avall i a part. Així છ્ર, ટ્ર, ઠ્ર, ડ્ર, ઢ્ર i દ્ર.
    - En qualsevol altra grafia és un traç diagonal que sobresurt cap a l'esquerra i avall. P. ex. ક્ર, ગ્ર, ભ્ર. ત ta canvia i esdevé ત્ર tra. I com s'ha dit abans, શ ś(a) esdevé શ્ર śra.
- Combinació de geminades en vertical: ṭṭa, ṭhṭha, ḍḍa i ḍhḍha: ટ્ટ, ઠ્ઠ, ડ્ડ, ઢ્ઢ. També, ટ્ઠ ṭṭha i ડ્ઢ ḍḍha.
- Com s'ha vist amb શ્ચ śca, tot i que el gujarati és un alfabet independent amb els seus caràcters propis, per als compostos sovint utilitzi les versions del Devanagari 
  - દ d(a) com a द quan va davant de ગ ga, ઘ gha, ધ dha, બ ba (com a ब), ભ bha, વ va, મ ma i ર ra. El segon membre d'aquests grups es redueix i penja esbiaixat a la part inferior esquerra precedint la દ/द. Així: દ્ગ dga, દ્ઘ dgha, દ્ધ ddha, દ્બ dba, દ્ભ dbha, દ્વ dva, દ્મ dma i દ્ર dra.
  - હ h(a) com a ह precedint ન na, મ ma, ય ya, ર ra, વ va i ઋ ṛ. Queda હ્ન hna, હ્મ hma, હ્ય hya, હ્ર hra, હ્વ hva i હૃ hṛ.
  - Quan ઙ ṅa i ઞ ña són el primer membre, el segon membre ક ka canvia a क, ચ ca canvia a च i જ ja canvia a ज. Els compostos de ઙ passen a la combinació vertical. ઞ És strokeless el fragment connecta al cop del segon membre, jutting cap amunt mentre empenyent el segon membre avall. Per això ઙ્ક ṅka, ઙ્ગ ṅga, ઙ્ઘ ṅgha, ઙ્ક્ષ ṅkṣun, ઞ્ચ ñca i ઞ્જ ñja.
- Els caràcters sense traç vertical s'uneixen ajuntant-les amb reducció. Per exemple ક્ય kya, જ્જ jja.
- Formes especials excepcionals: ન્ન nna, ત્ત tta, દ્દ dda i દ્ય dya.

Cal prendre en consideració la funció i la naturalesa del sànscrit per entendre l'ocurrència dels grups consonàntics. L'ortografia del sànscrit escrit era completament fonètica, i va tenir una tradició de no separar les paraules amb espais. Morfològicament era molt sintètic, i va tenir una gran capacitat de formar paraules compostes llargues. Per això els grups consonàntics eren molt freqüents, i és en els manlleus del sànscrits que el gujarati presenta la majoria de grups consonàntics. D'altra banda, el gujarati és més analític, fonèticament té paraules més curtes i simples, i en l'ortografia té menys correspondència so-grafia (elisió de a) i separa les paraules amb espais. Per això els mots gujarati evolucionats contenen menys grups consonàntics. El mateix es podria dir de l'altra font ancestral de manlleus del gujarati, el persa, el qual també proporciona fonèticament paraules més curtes i més senzilles.
Un exemple que avala aquesta qüestió és el de la sèrie de grups consonàntics de la d- ., els quals són essencialment grups sànscrits, que utilitzen les formes originals del devanagari. No hi ha formes per a les agrupacions consonàntiques com dta, dka, etc. perquè són concurrències que no existixen en la fonologia del sànscrit. Sí que existeixen en la fonologia del gujarati però s'escriuen sense grup consonàntic (પદત padata "posició", કૂદકો kūdko "salt"), utilitzant en lloc d'això patrons com l'elisió d'a.
|   | ક  | ખ  | ગ  | ઘ  | ઙ  | ચ  | છ  | જ  | ઝ  | ઞ  | ટ  | ઠ  | ડ  | ઢ  | ણ  | ત  | થ  | દ  | ધ  | ન  | પ  | ફ  | બ  | ભ  | મ  | ય  | ર  | લ  | ળ  | વ  | શ  | ષ  | સ  | હ  |
| - | -- | -- | -- | -- | -- | -- | -- | -- | -- | -- | -- | -- | -- | -- | -- | -- | -- | -- | -- | -- | -- | -- | -- | -- | -- | -- | -- | -- | -- | -- | -- | -- | -- | -- |
| ક | ક્ક | ક્ખ | ક્ગ | ક્ઘ | ક્ઙ | ક્ચ | ક્છ | ક્જ | ક્ઝ | ક્ઞ | ક્ટ | ક્ઠ | ક્ડ | ક્ઢ | ક્ણ | ક્ત | ક્થ | ક્દ | ક્ધ | ક્ન | ક્પ | ક્ફ | ક્બ | ક્ભ | ક્મ | ક્ય | ક્ર | ક્લ | ક્ળ | ક્વ | ક્શ | ક્ષ | ક્સ | ક્હ |
| ખ | ખ્ક | ખ્ખ | ખ્ગ | ખ્ઘ | ખ્ઙ | ખ્ચ | ખ્છ | ખ્જ | ખ્ઝ | ખ્ઞ | ખ્ટ | ખ્ઠ | ખ્ડ | ખ્ઢ | ખ્ણ | ખ્ત | ખ્થ | ખ્દ | ખ્ધ | ખ્ન | ખ્પ | ખ્ફ | ખ્બ | ખ્ભ | ખ્મ | ખ્ય | ખ્ર | ખ્લ | ખ્ળ | ખ્વ | ખ્શ | ખ્ષ | ખ્સ | ખ્હ |
| ગ | ગ્ક | ગ્ખ | ગ્ગ | ગ્ઘ | ગ્ઙ | ગ્ચ | ગ્છ | ગ્જ | ગ્ઝ | ગ્ઞ | ગ્ટ | ગ્ઠ | ગ્ડ | ગ્ઢ | ગ્ણ | ગ્ત | ગ્થ | ગ્દ | ગ્ધ | ગ્ન | ગ્પ | ગ્ફ | ગ્બ | ગ્ભ | ગ્મ | ગ્ય | ગ્ર | ગ્લ | ગ્ળ | ગ્વ | ગ્શ | ગ્ષ | ગ્સ | ગ્હ |
| ઘ | ઘ્ક | ઘ્ખ | ઘ્ગ | ઘ્ઘ | ઘ્ઙ | ઘ્ચ | ઘ્છ | ઘ્જ | ઘ્ઝ | ઘ્ઞ | ઘ્ટ | ઘ્ઠ | ઘ્ડ | ઘ્ઢ | ઘ્ણ | ઘ્ત | ઘ્થ | ઘ્દ | ઘ્ધ | ઘ્ન | ઘ્પ | ઘ્ફ | ઘ્બ | ઘ્ભ | ઘ્મ | ઘ્ય | ઘ્ર | ઘ્લ | ઘ્ળ | ઘ્વ | ઘ્શ | ઘ્ષ | ઘ્સ | ઘ્હ |
| ઙ | ઙ્ક | ઙ્ખ | ઙ્ગ | ઙ્ઘ | ઙ્ઙ | ઙ્ચ | ઙ્છ | ઙ્જ | ઙ્ઝ | ઙ્ઞ | ઙ્ટ | ઙ્ઠ | ઙ્ડ | ઙ્ઢ | ઙ્ણ | ઙ્ત | ઙ્થ | ઙ્દ | ઙ્ધ | ઙ્ન | ઙ્પ | ઙ્ફ | ઙ્બ | ઙ્ભ | ઙ્મ | ઙ્ય | ઙ્ર | ઙ્લ | ઙ્ળ | ઙ્વ | ઙ્શ | ઙ્ષ | ઙ્સ | ઙ્હ |
| ચ | ચ્ક | ચ્ખ | ચ્ગ | ચ્ઘ | ચ્ઙ | ચ્ચ | ચ્છ | ચ્જ | ચ્ઝ | ચ્ઞ | ચ્ટ | ચ્ઠ | ચ્ડ | ચ્ઢ | ચ્ણ | ચ્ત | ચ્થ | ચ્દ | ચ્ધ | ચ્ન | ચ્પ | ચ્ફ | ચ્બ | ચ્ભ | ચ્મ | ચ્ય | ચ્ર | ચ્લ | ચ્ળ | ચ્વ | ચ્શ | ચ્ષ | ચ્સ | ચ્હ |
| છ | છ્ક | છ્ખ | છ્ગ | છ્ઘ | છ્ઙ | છ્ચ | છ્છ | છ્જ | છ્ઝ | છ્ઞ | છ્ટ | છ્ઠ | છ્ડ | છ્ઢ | છ્ણ | છ્ત | છ્થ | છ્દ | છ્ધ | છ્ન | છ્પ | છ્ફ | છ્બ | છ્ભ | છ્મ | છ્ય | છ્ર | છ્લ | છ્ળ | છ્વ | છ્શ | છ્ષ | છ્સ | છ્હ |
| જ | જ્ક | જ્ખ | જ્ગ | જ્ઘ | જ્ઙ | જ્ચ | જ્છ | જ્જ | જ્ઝ | જ્ઞ | જ્ટ | જ્ઠ | જ્ડ | જ્ઢ | જ્ણ | જ્ત | જ્થ | જ્દ | જ્ધ | જ્ન | જ્પ | જ્ફ | જ્બ | જ્ભ | જ્મ | જ્ય | જ્ર | જ્લ | જ્ળ | જ્વ | જ્શ | જ્ષ | જ્સ | જ્હ |
| ઝ | ઝ્ક | ઝ્ખ | ઝ્ગ | ઝ્ઘ | ઝ્ઙ | ઝ્ચ | ઝ્છ | ઝ્જ | ઝ્ઝ | ઝ્ઞ | ઝ્ટ | ઝ્ઠ | ઝ્ડ | ઝ્ઢ | ઝ્ણ | ઝ્ત | ઝ્થ | ઝ્દ | ઝ્ધ | ઝ્ન | ઝ્પ | ઝ્ફ | ઝ્બ | ઝ્ભ | ઝ્મ | ઝ્ય | ઝ્ર | ઝ્લ | ઝ્ળ | ઝ્વ | ઝ્શ | ઝ્ષ | ઝ્સ | ઝ્હ |
| ઞ | ઞ્ક | ઞ્ખ | ઞ્ગ | ઞ્ઘ | ઞ્ઙ | ઞ્ચ | ઞ્છ | ઞ્જ | ઞ્ઝ | ઞ્ઞ | ઞ્ટ | ઞ્ઠ | ઞ્ડ | ઞ્ઢ | ઞ્ણ | ઞ્ત | ઞ્થ | ઞ્દ | ઞ્ધ | ઞ્ન | ઞ્પ | ઞ્ફ | ઞ્બ | ઞ્ભ | ઞ્મ | ઞ્ય | ઞ્ર | ઞ્લ | ઞ્ળ | ઞ્વ | ઞ્શ | ઞ્ષ | ઞ્સ | ઞ્હ |
| ટ | ટ્ક | ટ્ખ | ટ્ગ | ટ્ઘ | ટ્ઙ | ટ્ચ | ટ્છ | ટ્જ | ટ્ઝ | ટ્ઞ | ટ્ટ | ટ્ઠ | ટ્ડ | ટ્ઢ | ટ્ણ | ટ્ત | ટ્થ | ટ્દ | ટ્ધ | ટ્ન | ટ્પ | ટ્ફ | ટ્બ | ટ્ભ | ટ્મ | ટ્ય | ટ્ર | ટ્લ | ટ્ળ | ટ્વ | ટ્શ | ટ્ષ | ટ્સ | ટ્હ |
| ઠ | ઠ્ક | ઠ્ખ | ઠ્ગ | ઠ્ઘ | ઠ્ઙ | ઠ્ચ | ઠ્છ | ઠ્જ | ઠ્ઝ | ઠ્ઞ | ઠ્ટ | ઠ્ઠ | ઠ્ડ | ઠ્ઢ | ઠ્ણ | ઠ્ત | ઠ્થ | ઠ્દ | ઠ્ધ | ઠ્ન | ઠ્પ | ઠ્ફ | ઠ્બ | ઠ્ભ | ઠ્મ | ઠ્ય | ઠ્ર | ઠ્લ | ઠ્ળ | ઠ્વ | ઠ્શ | ઠ્ષ | ઠ્સ | ઠ્હ |
| ડ | ડ્ક | ડ્ખ | ડ્ગ | ડ્ઘ | ડ્ઙ | ડ્ચ | ડ્છ | ડ્જ | ડ્ઝ | ડ્ઞ | ડ્ટ | ડ્ઠ | ડ્ડ | ડ્ઢ | ડ્ણ | ડ્ત | ડ્થ | ડ્દ | ડ્ધ | ડ્ન | ડ્પ | ડ્ફ | ડ્બ | ડ્ભ | ડ્મ | ડ્ય | ડ્ર | ડ્લ | ડ્ળ | ડ્વ | ડ્શ | ડ્ષ | ડ્સ | ડ્હ |
| ઢ | ઢ્ક | ઢ્ખ | ઢ્ગ | ઢ્ઘ | ઢ્ઙ | ઢ્ચ | ઢ્છ | ઢ્જ | ઢ્ઝ | ઢ્ઞ | ઢ્ટ | ઢ્ઠ | ઢ્ડ | ઢ્ઢ | ઢ્ણ | ઢ્ત | ઢ્થ | ઢ્દ | ઢ્ધ | ઢ્ન | ઢ્પ | ઢ્ફ | ઢ્બ | ઢ્ભ | ઢ્મ | ઢ્ય | ઢ્ર | ઢ્લ | ઢ્ળ | ઢ્વ | ઢ્શ | ઢ્ષ | ઢ્સ | ઢ્હ |
| ણ | ણ્ક | ણ્ખ | ણ્ગ | ણ્ઘ | ણ્ઙ | ણ્ચ | ણ્છ | ણ્જ | ણ્ઝ | ણ્ઞ | ણ્ટ | ણ્ઠ | ણ્ડ | ણ્ઢ | ણ્ણ | ણ્ત | ણ્થ | ણ્દ | ણ્ધ | ણ્ન | ણ્પ | ણ્ફ | ણ્બ | ણ્ભ | ણ્મ | ણ્ય | ણ્ર | ણ્લ | ણ્ળ | ણ્વ | ણ્શ | ણ્ષ | ણ્સ | ણ્હ |
| ત | ત્ક | ત્ખ | ત્ગ | ત્ઘ | ત્ઙ | ત્ચ | ત્છ | ત્જ | ત્ઝ | ત્ઞ | ત્ટ | ત્ઠ | ત્ડ | ત્ઢ | ત્ણ | ત્ત | ત્થ | ત્દ | ત્ધ | ત્ન | ત્પ | ત્ફ | ત્બ | ત્ભ | ત્મ | ત્ય | ત્ર | ત્લ | ત્ળ | ત્વ | ત્શ | ત્ષ | ત્સ | ત્હ |
| થ | થ્ક | થ્ખ | થ્ગ | થ્ઘ | થ્ઙ | થ્ચ | થ્છ | થ્જ | થ્ઝ | થ્ઞ | થ્ટ | થ્ઠ | થ્ડ | થ્ઢ | થ્ણ | થ્ત | થ્થ | થ્દ | થ્ધ | થ્ન | થ્પ | થ્ફ | થ્બ | થ્ભ | થ્મ | થ્ય | થ્ર | થ્લ | થ્ળ | થ્વ | થ્શ | થ્ષ | થ્સ | થ્હ |
| દ | દ્ક | દ્ખ | દ્ગ | દ્ઘ | દ્ઙ | દ્ચ | દ્છ | દ્જ | દ્ઝ | દ્ઞ | દ્ટ | દ્ઠ | દ્ડ | દ્ઢ | દ્ણ | દ્ત | દ્થ | દ્દ | દ્ધ | દ્ન | દ્પ | દ્ફ | દ્બ | દ્ભ | દ્મ | દ્ય | દ્ર | દ્લ | દ્ળ | દ્વ | દ્શ | દ્ષ | દ્સ | દ્હ |
| ધ | ધ્ક | ધ્ખ | ધ્ગ | ધ્ઘ | ધ્ઙ | ધ્ચ | ધ્છ | ધ્જ | ધ્ઝ | ધ્ઞ | ધ્ટ | ધ્ઠ | ધ્ડ | ધ્ઢ | ધ્ણ | ધ્ત | ધ્થ | ધ્દ | ધ્ધ | ધ્ન | ધ્પ | ધ્ફ | ધ્બ | ધ્ભ | ધ્મ | ધ્ય | ધ્ર | ધ્લ | ધ્ળ | ધ્વ | ધ્શ | ધ્ષ | ધ્સ | ધ્હ |
| ન | ન્ક | ન્ખ | ન્ગ | ન્ઘ | ન્ઙ | ન્ચ | ન્છ | ન્જ | ન્ઝ | ન્ઞ | ન્ટ | ન્ઠ | ન્ડ | ન્ઢ | ન્ણ | ન્ત | ન્થ | ન્દ | ન્ધ | ન્ન | ન્પ | ન્ફ | ન્બ | ન્ભ | ન્મ | ન્ય | ન્ર | ન્લ | ન્ળ | ન્વ | ન્શ | ન્ષ | ન્સ | ન્હ |
| પ | પ્ક | પ્ખ | પ્ગ | પ્ઘ | પ્ઙ | પ્ચ | પ્છ | પ્જ | પ્ઝ | પ્ઞ | પ્ટ | પ્ઠ | પ્ડ | પ્ઢ | પ્ણ | પ્ત | પ્થ | પ્દ | પ્ધ | પ્ન | પ્પ | પ્ફ | પ્બ | પ્ભ | પ્મ | પ્ય | પ્ર | પ્લ | પ્ળ | પ્વ | પ્શ | પ્ષ | પ્સ | પ્હ |
| ફ | ફ્ક | ફ્ખ | ફ્ગ | ફ્ઘ | ફ્ઙ | ફ્ચ | ફ્છ | ફ્જ | ફ્ઝ | ફ્ઞ | ફ્ટ | ફ્ઠ | ફ્ડ | ફ્ઢ | ફ્ણ | ફ્ત | ફ્થ | ફ્દ | ફ્ધ | ફ્ન | ફ્પ | ફ્ફ | ફ્બ | ફ્ભ | ફ્મ | ફ્ય | ફ્ર | ફ્લ | ફ્ળ | ફ્વ | ફ્શ | ફ્ષ | ફ્સ | ફ્હ |
| બ | બ્ક | બ્ખ | બ્ગ | બ્ઘ | બ્ઙ | બ્ચ | બ્છ | બ્જ | બ્ઝ | બ્ઞ | બ્ટ | બ્ઠ | બ્ડ | બ્ઢ | બ્ણ | બ્ત | બ્થ | બ્દ | બ્ધ | બ્ન | બ્પ | બ્ફ | બ્બ | બ્ભ | બ્મ | બ્ય | બ્ર | બ્લ | બ્ળ | બ્વ | બ્શ | બ્ષ | બ્સ | બ્હ |
| ભ | ભ્ક | ભ્ખ | ભ્ગ | ભ્ઘ | ભ્ઙ | ભ્ચ | ભ્છ | ભ્જ | ભ્ઝ | ભ્ઞ | ભ્ટ | ભ્ઠ | ભ્ડ | ભ્ઢ | ભ્ણ | ભ્ત | ભ્થ | ભ્દ | ભ્ધ | ભ્ન | ભ્પ | ભ્ફ | ભ્બ | ભ્ભ | ભ્મ | ભ્ય | ભ્ર | ભ્લ | ભ્ળ | ભ્વ | ભ્શ | ભ્ષ | ભ્સ | ભ્હ |
| મ | મ્ક | મ્ખ | મ્ગ | મ્ઘ | મ્ઙ | મ્ચ | મ્છ | મ્જ | મ્ઝ | મ્ઞ | મ્ટ | મ્ઠ | મ્ડ | મ્ઢ | મ્ણ | મ્ત | મ્થ | મ્દ | મ્ધ | મ્ન | મ્પ | મ્ફ | મ્બ | મ્ભ | મ્મ | મ્ય | મ્ર | મ્લ | મ્ળ | મ્વ | મ્શ | મ્ષ | મ્સ | મ્હ |
| ય | ય્ક | ય્ખ | ય્ગ | ય્ઘ | ય્ઙ | ય્ચ | ય્છ | ય્જ | ય્ઝ | ય્ઞ | ય્ટ | ય્ઠ | ય્ડ | ય્ઢ | ય્ણ | ય્ત | ય્થ | ય્દ | ય્ધ | ય્ન | ય્પ | ય્ફ | ય્બ | ય્ભ | ય્મ | ય્ય | ય્ર | ય્લ | ય્ળ | ય્વ | ય્શ | ય્ષ | ય્સ | ય્હ |
| ર | ર્ક | ર્ખ | ર્ગ | ર્ઘ | ર્ઙ | ર્ચ | ર્છ | ર્જ | ર્ઝ | ર્ઞ | ર્ટ | ર્ઠ | ર્ડ | ર્ઢ | ર્ણ | ર્ત | ર્થ | ર્દ | ર્ધ | ર્ન | ર્પ | ર્ફ | ર્બ | ર્ભ | ર્મ | ર્ય | ર્ર | ર્લ | ર્ળ | ર્વ | ર્શ | ર્ષ | ર્સ | ર્હ |
| લ | લ્ક | લ્ખ | લ્ગ | લ્ઘ | લ્ઙ | લ્ચ | લ્છ | લ્જ | લ્ઝ | લ્ઞ | લ્ટ | લ્ઠ | લ્ડ | લ્ઢ | લ્ણ | લ્ત | લ્થ | લ્દ | લ્ધ | લ્ન | લ્પ | લ્ફ | લ્બ | લ્ભ | લ્મ | લ્ય | લ્ર | લ્લ | લ્ળ | લ્વ | લ્શ | લ્ષ | લ્સ | લ્હ |
| ળ | ળ્ક | ળ્ખ | ળ્ગ | ળ્ઘ | ળ્ઙ | ળ્ચ | ળ્છ | ળ્જ | ળ્ઝ | ળ્ઞ | ળ્ટ | ળ્ઠ | ળ્ડ | ળ્ઢ | ળ્ણ | ળ્ત | ળ્થ | ળ્દ | ળ્ધ | ળ્ન | ળ્પ | ળ્ફ | ળ્બ | ળ્ભ | ળ્મ | ળ્ય | ળ્ર | ળ્લ | ળ્ળ | ળ્વ | ળ્શ | ળ્ષ | ળ્સ | ળ્હ |
| વ | વ્ક | વ્ખ | વ્ગ | વ્ઘ | વ્ઙ | વ્ચ | વ્છ | વ્જ | વ્ઝ | વ્ઞ | વ્ટ | વ્ઠ | વ્ડ | વ્ઢ | વ્ણ | વ્ત | વ્થ | વ્દ | વ્ધ | વ્ન | વ્પ | વ્ફ | વ્બ | વ્ભ | વ્મ | વ્ય | વ્ર | વ્લ | વ્ળ | વ્વ | વ્શ | વ્ષ | વ્સ | વ્હ |
| શ | શ્ક | શ્ખ | શ્ગ | શ્ઘ | શ્ઙ | શ્ચ | શ્છ | શ્જ | શ્ઝ | શ્ઞ | શ્ટ | શ્ઠ | શ્ડ | શ્ઢ | શ્ણ | શ્ત | શ્થ | શ્દ | શ્ધ | શ્ન | શ્પ | શ્ફ | શ્બ | શ્ભ | શ્મ | શ્ય | શ્ર | શ્લ | શ્ળ | શ્વ | શ્શ | શ્ષ | શ્સ | શ્હ |
| ષ | ષ્ક | ષ્ખ | ષ્ગ | ષ્ઘ | ષ્ઙ | ષ્ચ | ષ્છ | ષ્જ | ષ્ઝ | ષ્ઞ | ષ્ટ | ષ્ઠ | ષ્ડ | ષ્ઢ | ષ્ણ | ષ્ત | ષ્થ | ષ્દ | ષ્ધ | ષ્ન | ષ્પ | ષ્ફ | ષ્બ | ષ્ભ | ષ્મ | ષ્ય | ષ્ર | ષ્લ | ષ્ળ | ષ્વ | ષ્શ | ષ્ષ | ષ્સ | ષ્હ |
| સ | સ્ક | સ્ખ | સ્ગ | સ્ઘ | સ્ઙ | સ્ચ | સ્છ | સ્જ | સ્ઝ | સ્ઞ | સ્ટ | સ્ઠ | સ્ડ | સ્ઢ | સ્ણ | સ્ત | સ્થ | સ્દ | સ્ધ | સ્ન | સ્પ | સ્ફ | સ્બ | સ્ભ | સ્મ | સ્ય | સ્ર | સ્લ | સ્ળ | સ્વ | સ્શ | સ્ષ | સ્સ | સ્હ |
| હ | હ્ક | હ્ખ | હ્ગ | હ્ઘ | હ્ઙ | હ્ચ | હ્છ | હ્જ | હ્ઝ | હ્ઞ | હ્ટ | હ્ઠ | હ્ડ | હ્ઢ | હ્ણ | હ્ત | હ્થ | હ્દ | હ્ધ | હ્ન | હ્પ | હ્ફ | હ્બ | હ્ભ | હ્મ | હ્ય | હ્ર | હ્લ | હ્ળ | હ્વ | હ્શ | હ્ષ | હ્સ | હ્હ |

## Romanització
En general a la Viquipèdia el gujarati es romanitza amb la transcripció "estàndard dels estudis orientals" com subratlla Masica (1991:xv). Sent "principalment un sistema de transliteració dels alfabets bràmics, [i] basat alhora en el sànscrit" (cf. IAST), aquestes són les seves característiques destacades: punts de subíndex per a les consonants retroflexes ; el diacrític màcron per indicar les vocals llargues etimològiques amb valor distintiu; h per indicar les oclusives aspirades. Les titlles indiquen la nasalització vocàlica i el subratllat denota sonoritat aspirada de les vocals.
Les vocals i les consonants són perfilades en les taules següents. Movent el cursor per sobre es mostre el símbol d'AFI apropiat. Finalment, hi ha tres addicions específiques de Viquipèdia f i ph s'utilitzen indistintament per representar l'habitual realització de /pʰ/ com a [f]; â i ô per als caràcters nous ઍ [æ] i ઑ [ɔ]; ǎ per [ə] quan l'elisió és incerta.
|         | Anterior | Central | Posterior |     |
| ------- | -------- | ------- | --------- | --- |
| tancada | i/ī      |         | u/ū       | u/ū |
| mitjana | e        |         | o         |     |
| mitjana | ɛ        | a       | ɔ         |     |
| oberta  |          | ā       |           |     |

|                    | Bilabial | Bilabial | Labio- dental | Labio- dental | Dental | Dental | Alveolar | Alveolar | Retroflexa | Retroflexa | Palatal | Palatal | Velar | Velar | Glotal | Glotal |  |
| ------------------ | -------- | -------- | ------------- | ------------- | ------ | ------ | -------- | -------- | ---------- | ---------- | ------- | ------- | ----- | ----- | ------ | ------ |  |
| Oclusiva           | p ph     | b bh     |               |               | t th   | d dh   |          |          | ṭ ṭh       | ḍ ḍh       |         |         | k kh  | g gh  |        |        |  |
| Africada           |          |          |               |               |        |        |          |          |            |            | c ch    | j jh    |       |       |        |        |  |
| Nasal              | m        | m        |               |               |        |        | n        | n        | ṇ          | ṇ          | ñ       | ñ       | ṅ     | ṅ     |        |        |  |
| Fricativa          |          |          |               |               |        |        | s        |          | ṣ          |            | ś       |         |       |       |        | h      |  |
| Bategant           |          |          |               |               |        |        | r        | r        | ṛ ṛh       | ṛ ṛh       |         |         |       |       |        |        |  |
| Aproximant         |          |          | v             | v             |        |        |          |          |            |            | y       | y       |       |       |        |        |  |
| Lateral aproximant |          |          |               |               |        |        | l        | l        | ḷ          | ḷ          |         |         |       |       |        |        |  |

## Unicode
L'alfabet gujarati va ser afegit a l'estàndard Unicode l'octubre de 1991 amb el llançament de la versió 1.0.
El bloc unicode per al gujarati és U+0Un80–U+0AFF: